# Horní Ves (železniční zastávka)
Horní Ves je železniční zastávka v obci Horní Ves v okrese Pelhřimov. Zastávka byla otevřena v roce 1887 a leží na trati Jihlava – Veselí nad Lužnicí.

## Provozní informace
V zastávce je jedno nástupiště. V zastávce není možnost zakoupení si jízdenky a trať procházející zastávkou je elektrizovaná střídavým proudem 25 kV, 50 Hz. Provozuje ji Správa železnic.

## Doprava
Do roku 2019 zde zastavovaly pouze osobní vlaky, které jezdily do Havlíčkova Brodu, Horní Cerekve, Jihlavy a Počátek-Žirovnic. V roce 2021 zde projížděly rychlíky.